# Cheval de métal
| Éléments du cycle sexagésimal 干支 | Éléments du cycle sexagésimal 干支 | Éléments du cycle sexagésimal 干支 | Éléments du cycle sexagésimal 干支 | Éléments du cycle sexagésimal 干支 | Éléments du cycle sexagésimal 干支 | Éléments du cycle sexagésimal 干支 | Éléments du cycle sexagésimal 干支 | Éléments du cycle sexagésimal 干支 | Éléments du cycle sexagésimal 干支 | Éléments du cycle sexagésimal 干支 | Éléments du cycle sexagésimal 干支 |
| ---------------------------------- | ---------------------------------- | ---------------------------------- | ---------------------------------- | ---------------------------------- | ---------------------------------- | ---------------------------------- | ---------------------------------- | ---------------------------------- | ---------------------------------- | ---------------------------------- | ---------------------------------- |
| 01 Rat bois                        | 02 Buffle bois                     | 03 Tigre feu                       | 04 Lièvre feu                      | 05 Dragon terre                    | 06 Serpent terre                   | 07 Cheval métal                    | 08 Chèvre métal                    | 09 Singe eau                       | 10 Coq eau                         | 11 Chien bois                      | 12 Cochon bois                     |
| 13 Rat feu                         | 14 Buffle feu                      | 15 Tigre terre                     | 16 Lièvre terre                    | 17 Dragon métal                    | 18 Serpent métal                   | 19 Cheval eau                      | 20 Chèvre eau                      | 21 Singe bois                      | 22 Coq bois                        | 23 Chien feu                       | 24 Cochon feu                      |
| 25 Rat terre                       | 26 Buffle terre                    | 27 Tigre métal                     | 28 Lièvre métal                    | 29 Dragon eau                      | 30 Serpent eau                     | 31 Cheval bois                     | 32 Chèvre bois                     | 33 Singe feu                       | 34 Coq feu                         | 35 Chien terre                     | 36 Cochon terre                    |
| 37 Rat métal                       | 38 Buffle métal                    | 39 Tigre eau                       | 40 Lièvre eau                      | 41 Dragon bois                     | 42 Serpent bois                    | 43 Cheval feu                      | 44 Chèvre feu                      | 45 Singe terre                     | 46 Coq terre                       | 47 Chien métal                     | 48 Cochon métal                    |
| 49 Rat eau                         | 50 Buffle eau                      | 51 Tigre bois                      | 52 Lièvre bois                     | 53 Dragon feu                      | 54 Serpent feu                     | 55 Cheval terre                    | 56 Chèvre terre                    | 57 Singe métal                     | 58 Coq métal                       | 59 Chien eau                       | 60 Cochon eau                      |

Le cheval de métal est le septième élément du cycle sexagésimal chinois. Il est appelé gengwu, ou keng-wou en chinois (chinois traditionnel et simplifié : 庚午 ; pinyin : gēngwǔ), gyeongo en coréen, kōgo en japonais et canh ngo en vietnamien. Il est précédé par le serpent de terre et suivi par la chèvre de métal.
À la tige céleste geng est associé le yáng et l'élément métal, et à la branche terrestre wu, le yáng, l'élément feu, et le signe du cheval. Dans la symbolique des cinq éléments, le gengwu correspond donc au « feu qui détruit le métal. »

## Années du cheval de métal
La transition vers le calendrier grégorien se fait en multipliant par soixante et en ajoutant dix. Sont ainsi appelées « année du cheval de métal » les années :

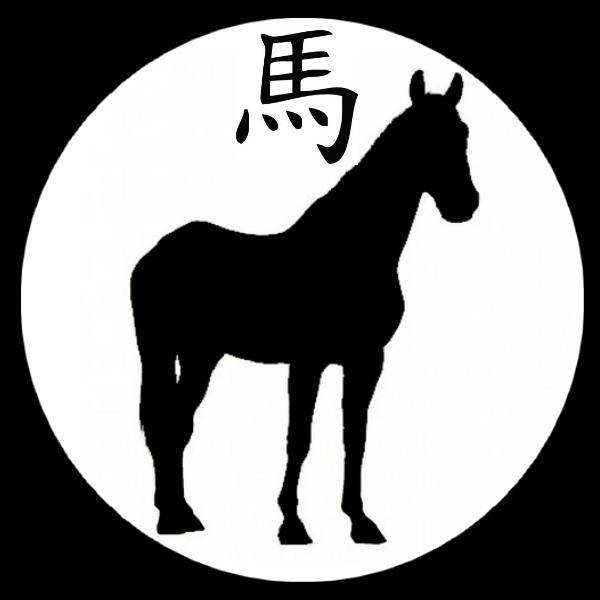
Signe astrologique chinois'Le CHEVAL

| Ier millénaire                                                                                      | IIe millénaire | IIIe millénaire                                                                                                 |
| --------------------------------------------------------------------------------------------------- | --- | --- |
| - 10 - 70 - 130 - 190 - 250 - 310 - 370 - 430 - 490 - 550 - 610 - 670 - 730 - 790 - 850 - 910 - 970 | - 1030 - 1090 - 1150 - 1210 - 1270 - 1330 - 1390 - 1450 - 1510 - 1570 - 1630 - 1690 - 1750 - 1810 - 1870 - 1930 - 1990 | - 2050 - 2110 - 2170 - 2230 - 2290 - 2350 - 2410 - 2470 - 2530 - 2590 - 2650 - 2710 - 2770 - 2830 - 2890 - 2950 |

## Mois du cheval de métal
Les mois du cheval de métal commencent le jour du mangzhong (« grain dans l'oreille », entre les 5 et 7 juin) et se terminent le jour précédant le début de la saison xiǎoshǔ / 小暑 de petite(s) chaleur(s), l'une des 24 périodes solaires du calendrier chinois, vers les 7 juillet du calendrier grégorien généralement, lors des années aux tiges célestes jia et ji, soit tous les cinq ans.
Ont été par exemple des « mois du cheval de métal » les périodes :
- du 5 juin 2004 au 5 juillet 2004 environ,
- du 5 juin 2009 au 5 juillet 2009, etc.

## Jour du cheval de métal
Le tableau suivant établit la correspondant entre les calendriers occidentaux et les jours du cheval de métal. Par exemple, en 2001 furent jour du cheval de métal le 7 janvier, 8 mars, 7 mai, 6 juillet, 4 septembre et 3 novembre.

### Conversion années normales
Les jours suivants sont des jours du Cheval de métal :
| Jour du Cheval de métal                                                     | Année du calendrier julien                                                                                        | Année du calendrier grégorien                              |
| --------------------------------------------------------------------------- | --- | ---------------------------------------------------------- |
| 1er janvier, 2 mars, 1er mai, 30 juin, 29 août, 28 octobre, 27 décembre     | 34, 114, 194, 274, 354, 434, 514, 594, 674, 754, 834, 914, 994, 1074, 1154, 1234, 1314, 1394, 1474, 1554...       | 1613, 1693, 1739, 1842, 1945, 2025                         |
| 2 janvier, 3 mars, 2 mai, 1er juillet, 30 août, 29 octobre, 28 décembre     | 11, 91, 171, 251, 331, 411, 491, 571, 651, 731, 811, 891, 971, 1051, 1131, 1211, 1291, 1371, 1451, 1531, 1611...  | 1590, 1670, 1773, 1819, 1899, 1922, 2002, 2082             |
| 3 janvier, 4 mars, 3 mai, 2 juillet, 31 août, 30 octobre, 29 décembre       | 45, 125, 205, 285, 365, 445, 525, 605, 685, 765, 845, 925, 1005, 1085, 1165, 1245, 1325, 1405, 1485, 1565...      | 1647, 1750, 1853, 1979, 2059                               |
| 4 janvier, 5 mars, 4 mai, 3 juillet, 1er septembre, 31 octobre, 30 décembre | 22, 102, 182, 262, 342, 422, 502, 582, 662, 742, 822, 902, 982, 1062, 1142, 1222, 1302, 1382, 1462, 1542, 1622... | 1601, 1681, 1727, 1830, 1933, 2013, 2093                   |
| 5 janvier, 6 mars, 5 mai, 4 juillet, 2 septembre, 1er novembre, 31 décembre | 79, 159, 239, 319, 399, 479, 559, 639, 719, 799, 879, 959, 1039, 1119, 1199, 1279, 1359, 1439, 1519, 1599...      | 1658, 1761, 1807, 1887, 1910, 1990, 2070                   |
| 6 janvier, 7 mars, 6 mai, 5 juillet, 3 septembre, 2 novembre                | 33, 113, 193, 273, 353, 433, 513, 593, 673, 753, 833, 913, 993, 1073, 1153, 1233, 1313, 1393, 1473, 1553...       | 1635, 1738, 1841, 1967, 2047                               |
| 7 janvier, 8 mars, 7 mai, 6 juillet, 4 septembre, 3 novembre                | 10, 90, 170, 250, 330, 410, 490, 570, 650, 730, 810, 890, 970, 1050, 1130, 1210, 1290, 1370, 1450, 1530, 1610...  | 1589, 1669, 1715, 1795, 1818, 1898, 1921, 2001, 2081       |
| 8 janvier, 9 mars, 8 mai, 7 juillet, 5 septembre, 4 novembre                | 67, 147, 227, 307, 387, 467, 547, 627, 707, 787, 867, 947, 1027, 1107, 1187, 1267, 1347, 1427, 1507, 1587...      | 1646, 1749, 1875, 1978, 2058                               |
| 9 janvier, 10 mars, 9 mai, 8 juillet, 6 septembre, 5 novembre               | 21, 101, 181, 261, 341, 421, 501, 581, 661, 741, 821, 901, 981, 1061, 1141, 1221, 1301, 1381, 1461, 1541, 1621... | 1623, 1726, 1829, 1955, 2035                               |
| 10 janvier, 11 mars, 10 mai, 9 juillet, 7 septembre, 6 novembre             | 78, 158, 238, 318, 398, 478, 558, 638, 718, 798, 878, 958, 1038, 1118, 1198, 1278, 1358, 1438, 1518, 1598...      | 1657, 1703, 1783, 1806, 1886, 1909, 1989, 2069             |
| 11 janvier, 12 mars, 11 mai, 10 juillet, 8 septembre, 7 novembre            | 55, 135, 215, 295, 375, 455, 535, 615, 695, 775, 855, 935, 1015, 1095, 1175, 1255, 1335, 1415, 1495, 1575...      | 1634, 1737, 1863, 1966, 2046                               |
| 12 janvier, 13 mars, 12 mai, 11 juillet, 9 septembre, 8 novembre            | 9, 89, 169, 249, 329, 409, 489, 569, 649, 729, 809, 889, 969, 1049, 1129, 1209, 1289, 1369, 1449, 1529, 1609...   | 1611, 1691, 1714, 1794, 1817, 1897, 1943, 2023             |
| 13 janvier, 14 mars, 13 mai, 12 juillet, 10 septembre, 9 novembre           | 66, 146, 226, 306, 386, 466, 546, 626, 706, 786, 866, 946, 1026, 1106, 1186, 1266, 1346, 1426, 1506, 1586...      | 1645, 1771, 1874, 1977, 2057                               |
| 14 janvier, 15 mars, 14 mai, 13 juillet, 11 septembre, 10 novembre          | 43, 123, 203, 283, 363, 443, 523, 603, 683, 763, 843, 923, 1003, 1083, 1163, 1243, 1323, 1403, 1483, 1563...      | 1622, 1725, 1851, 1954, 2034                               |
| 15 janvier, 16 mars, 15 mai, 14 juillet, 12 septembre, 11 novembre          | 77, 157, 237, 317, 397, 477, 557, 637, 717, 797, 877, 957, 1037, 1117, 1197, 1277, 1357, 1437, 1517, 1597...      | 1599, 1679, 1702, 1782, 1805, 1885, 1931, 2011, 2091       |
| 16 janvier, 17 mars, 16 mai, 15 juillet, 13 septembre, 12 novembre          | 54, 134, 214, 294, 374, 454, 534, 614, 694, 774, 854, 934, 1014, 1094, 1174, 1254, 1334, 1414, 1494, 1574...      | 1633, 1759, 1862, 1965, 2045                               |
| 17 janvier, 18 mars, 17 mai, 16 juillet, 14 septembre, 13 novembre          | 31, 111, 191, 271, 351, 431, 511, 591, 671, 751, 831, 911, 991, 1071, 1151, 1231, 1311, 1391, 1471, 1551...       | 1610, 1690, 1713, 1793, 1839, 1942, 2022                   |
| 18 janvier, 19 mars, 18 mai, 17 juillet, 15 septembre, 14 novembre          | 65, 145, 225, 305, 385, 465, 545, 625, 705, 785, 865, 945, 1025, 1105, 1185, 1265, 1345, 1425, 1505, 1585...      | 1587, 1667, 1770, 1873, 1919, 1999, 2079                   |
| 19 janvier, 20 mars, 19 mai, 18 juillet, 16 septembre, 15 novembre          | 42, 122, 202, 282, 362, 442, 522, 602, 682, 762, 842, 922, 1002, 1082, 1162, 1242, 1322, 1402, 1482, 1562...      | 1621, 1747, 1850, 1953, 2033                               |
| 20 janvier, 21 mars, 20 mai, 19 juillet, 17 septembre, 16 novembre          | 19, 99, 179, 259, 339, 419, 499, 579, 659, 739, 819, 899, 979, 1059, 1139, 1219, 1299, 1379, 1459, 1539, 1619...  | 1598, 1678, 1701, 1781, 1827, 1930, 2010, 2090             |
| 21 janvier, 22 mars, 21 mai, 20 juillet, 18 septembre, 17 novembre          | 53, 133, 213, 293, 373, 453, 533, 613, 693, 773, 853, 933, 1013, 1093, 1173, 1253, 1333, 1413, 1493, 1573...      | 1655, 1758, 1861, 1907, 1987, 2067                         |
| 22 janvier, 23 mars, 22 mai, 21 juillet, 19 septembre, 18 novembre          | 30, 110, 190, 270, 350, 430, 510, 590, 670, 750, 830, 910, 990, 1070, 1150, 1230, 1310, 1390, 1470, 1550...       | 1609, 1689, 1735, 1838, 1941, 2021                         |
| 23 janvier, 24 mars, 23 mai, 22 juillet, 20 septembre, 19 novembre          | 7, 87, 167, 247, 327, 407, 487, 567, 647, 727, 807, 887, 967, 1047, 1127, 1207, 1287, 1367, 1447, 1527, 1607...   | 1586, 1666, 1769, 1815, 1895, 1918, 1998, 2078             |
| 24 janvier, 25 mars, 24 mai, 23 juillet, 21 septembre, 20 novembre          | 41, 121, 201, 281, 361, 441, 521, 601, 681, 761, 841, 921, 1001, 1081, 1161, 1241, 1321, 1401, 1481, 1561...      | 1643, 1746, 1849, 1975, 2055                               |
| 25 janvier, 26 mars, 25 mai, 24 juillet, 22 septembre, 21 novembre          | 18, 98, 178, 258, 338, 418, 498, 578, 658, 738, 818, 898, 978, 1058, 1138, 1218, 1298, 1378, 1458, 1538, 1618...  | 1597, 1677, 1700, 1723, 1826, 1929, 2009, 2089             |
| 26 janvier, 27 mars, 26 mai, 25 juillet, 23 septembre, 22 novembre          | 75, 155, 235, 315, 395, 475, 555, 635, 715, 795, 875, 955, 1035, 1115, 1195, 1275, 1355, 1435, 1515, 1595...      | 1654, 1757, 1803, 1883, 1906, 1986, 2066                   |
| 27 janvier, 28 mars, 27 mai, 26 juillet, 24 septembre, 23 novembre          | 29, 109, 189, 269, 349, 429, 509, 589, 669, 749, 829, 909, 989, 1069, 1149, 1229, 1309, 1389, 1469, 1549...       | 1631, 1734, 1837, 1963, 2043                               |
| 28 janvier, 29 mars, 28 mai, 27 juillet, 25 septembre, 24 novembre          | 6, 86, 166, 246, 326, 406, 486, 566, 646, 726, 806, 886, 966, 1046, 1126, 1206, 1286, 1366, 1446, 1526, 1606...   | 1585, 1665, 1711, 1791, 1814, 1894, 1917, 1997, 2077, 2100 |
| 29 janvier, 30 mars, 29 mai, 28 juillet, 26 septembre, 25 novembre          | 63, 143, 223, 303, 383, 463, 543, 623, 703, 783, 863, 943, 1023, 1103, 1183, 1263, 1343, 1423, 1503, 1583...      | 1642, 1745, 1871, 1974, 2054                               |
| 30 janvier, 31 mars, 30 mai, 29 juillet, 27 septembre, 26 novembre          | 17, 97, 177, 257, 337, 417, 497, 577, 657, 737, 817, 897, 977, 1057, 1137, 1217, 1297, 1377, 1457, 1537, 1617...  | 1619, 1699, 1722, 1825, 1951, 2031                         |
| 31 janvier, 1er avril, 31 mai, 30 juillet, 28 septembre, 27 novembre        | 74, 154, 234, 314, 394, 474, 554, 634, 714, 794, 874, 954, 1034, 1114, 1194, 1274, 1354, 1434, 1514, 1594...      | 1653, 1779, 1802, 1882, 1905, 1985, 2065                   |
| 1er février, 2 avril, 1er juin, 31 juillet, 29 septembre, 28 novembre       | 51, 131, 211, 291, 371, 451, 531, 611, 691, 771, 851, 931, 1011, 1091, 1171, 1251, 1331, 1411, 1491, 1571...      | 1630, 1733, 1859, 1962, 2042                               |
| 2 février, 3 avril, 2 juin, 1er août, 30 septembre, 29 novembre             | 5, 85, 165, 245, 325, 405, 485, 565, 645, 725, 805, 885, 965, 1045, 1125, 1205, 1285, 1365, 1445, 1525, 1605...   | 1607, 1687, 1710, 1790, 1813, 1893, 1939, 2019, 2099       |
| 3 février, 4 avril, 3 juin, 2 août, 1er octobre, 30 novembre                | 62, 142, 222, 302, 382, 462, 542, 622, 702, 782, 862, 942, 1022, 1102, 1182, 1262, 1342, 1422, 1502, 1582...      | 1641, 1767, 1870, 1973, 2053                               |
| 4 février, 5 avril, 4 juin, 3 août, 2 octobre, 1er décembre                 | 39, 119, 199, 279, 359, 439, 519, 599, 679, 759, 839, 919, 999, 1079, 1159, 1239, 1319, 1399, 1479, 1559...       | 1618, 1698, 1721, 1847, 1950, 2030                         |
| 5 février, 6 avril, 5 juin, 4 août, 3 octobre, 2 décembre                   | 73, 153, 233, 313, 393, 473, 553, 633, 713, 793, 873, 953, 1033, 1113, 1193, 1273, 1353, 1433, 1513, 1593...      | 1595, 1675, 1778, 1801, 1881, 1927, 2007, 2087             |
| 6 février, 7 avril, 6 juin, 5 août, 4 octobre, 3 décembre                   | 50, 130, 210, 290, 370, 450, 530, 610, 690, 770, 850, 930, 1010, 1090, 1170, 1250, 1330, 1410, 1490, 1570...      | 1629, 1755, 1858, 1961, 2041                               |
| 7 février, 8 avril, 7 juin, 6 août, 5 octobre, 4 décembre                   | 4, 27, 107, 187, 267, 347, 427, 507, 587, 667, 747, 827, 907, 987, 1067, 1147, 1227, 1307, 1387, 1467, 1547...    | 1606, 1686, 1709, 1789, 1835, 1938, 2018, 2098             |
| 8 février, 9 avril, 8 juin, 7 août, 6 octobre, 5 décembre                   | 61, 141, 221, 301, 381, 461, 541, 621, 701, 781, 861, 941, 1021, 1101, 1181, 1261, 1341, 1421, 1501, 1581...      | 1583, 1663, 1766, 1869, 1915, 1995, 2075                   |
| 9 février, 10 avril, 9 juin, 8 août, 7 octobre, 6 décembre                  | 38, 118, 198, 278, 358, 438, 518, 598, 678, 758, 838, 918, 998, 1078, 1158, 1238, 1318, 1398, 1478, 1558...       | 1617, 1697, 1743, 1846, 1949, 2029                         |
| 10 février, 11 avril, 10 juin, 9 août, 8 octobre, 7 décembre                | 15, 95, 175, 255, 335, 415, 495, 575, 655, 735, 815, 895, 975, 1055, 1135, 1215, 1295, 1375, 1455, 1535, 1615...  | 1594, 1674, 1777, 1800, 1823, 1926, 2006, 2086             |
| 11 février, 12 avril, 11 juin, 10 août, 9 octobre, 8 décembre               | 49, 129, 209, 289, 369, 449, 529, 609, 689, 769, 849, 929, 1009, 1089, 1169, 1249, 1329, 1409, 1489, 1569...      | 1651, 1754, 1857, 1903, 1983, 2063                         |
| 12 février, 13 avril, 12 juin, 11 août, 10 octobre, 9 décembre              | 3, 26, 106, 186, 266, 346, 426, 506, 586, 666, 746, 826, 906, 986, 1066, 1146, 1226, 1306, 1386, 1466, 1546...    | 1605, 1685, 1731, 1834, 1937, 2017, 2097                   |
| 13 février, 14 avril, 13 juin, 12 août, 11 octobre, 10 décembre             | 83, 163, 243, 323, 403, 483, 563, 643, 723, 803, 883, 963, 1043, 1123, 1203, 1283, 1363, 1443, 1523, 1603...      | 1582, 1662, 1765, 1811, 1891, 1914, 1994, 2074             |
| 14 février, 15 avril, 14 juin, 13 août, 12 octobre, 11 décembre             | 37, 117, 197, 277, 357, 437, 517, 597, 677, 757, 837, 917, 997, 1077, 1157, 1237, 1317, 1397, 1477, 1557...       | 1639, 1742, 1845, 1971, 2051                               |
| 15 février, 16 avril, 15 juin, 14 août, 13 octobre, 12 décembre             | 14, 94, 174, 254, 334, 414, 494, 574, 654, 734, 814, 894, 974, 1054, 1134, 1214, 1294, 1374, 1454, 1534, 1614...  | 1593, 1673, 1719, 1799, 1822, 1925, 2005, 2085             |
| 16 février, 17 avril, 16 juin, 15 août, 14 octobre, 13 décembre             | 71, 151, 231, 311, 391, 471, 551, 631, 711, 791, 871, 951, 1031, 1111, 1191, 1271, 1351, 1431, 1511, 1591...      | 1650, 1753, 1879, 1902, 1982, 2062                         |
| 17 février, 18 avril, 17 juin, 16 août, 15 octobre, 14 décembre             | 2, 25, 105, 185, 265, 345, 425, 505, 585, 665, 745, 825, 905, 985, 1065, 1145, 1225, 1305, 1385, 1465, 1545...    | 1627, 1730, 1833, 1959, 2039                               |
| 18 février, 19 avril, 18 juin, 17 août, 16 octobre, 15 décembre             | 82, 162, 242, 322, 402, 482, 562, 642, 722, 802, 882, 962, 1042, 1122, 1202, 1282, 1362, 1442, 1522, 1602...      | 1661, 1707, 1787, 1810, 1890, 1913, 1993, 2073             |
| 19 février, 20 avril, 19 juin, 18 août, 17 octobre, 16 décembre             | 59, 139, 219, 299, 379, 459, 539, 619, 699, 779, 859, 939, 1019, 1099, 1179, 1259, 1339, 1419, 1499, 1579...      | 1638, 1741, 1867, 1970, 2050                               |
| 20 février, 21 avril, 20 juin, 19 août, 18 octobre, 17 décembre             | 13, 93, 173, 253, 333, 413, 493, 573, 653, 733, 813, 893, 973, 1053, 1133, 1213, 1293, 1373, 1453, 1533, 1613...  | 1615, 1695, 1718, 1798, 1821, 1947, 2027                   |
| 21 février, 22 avril, 21 juin, 20 août, 19 octobre, 18 décembre             | 70, 150, 230, 310, 390, 470, 550, 630, 710, 790, 870, 950, 1030, 1110, 1190, 1270, 1350, 1430, 1510, 1590...      | 1649, 1775, 1878, 1901, 1981, 2061                         |
| 22 février, 23 avril, 22 juin, 21 août, 20 octobre, 19 décembre             | 1, 47, 127, 207, 287, 367, 447, 527, 607, 687, 767, 847, 927, 1007, 1087, 1167, 1247, 1327, 1407, 1487, 1567...   | 1626, 1729, 1855, 1958, 2038                               |
| 23 février, 24 avril, 23 juin, 22 août, 21 octobre, 20 décembre             | 81, 161, 241, 321, 401, 481, 561, 641, 721, 801, 881, 961, 1041, 1121, 1201, 1281, 1361, 1441, 1521, 1601...      | 1603, 1683, 1706, 1786, 1809, 1889, 1935, 2015, 2095       |
| 24 février, 25 avril, 24 juin, 23 août, 22 octobre, 21 décembre             | 58, 138, 218, 298, 378, 458, 538, 618, 698, 778, 858, 938, 1018, 1098, 1178, 1258, 1338, 1418, 1498, 1578...      | 1637, 1763, 1866, 1969, 2049                               |
| 25 février, 26 avril, 25 juin, 24 août, 23 octobre, 22 décembre             | 35, 115, 195, 275, 355, 435, 515, 595, 675, 755, 835, 915, 995, 1075, 1155, 1235, 1315, 1395, 1475, 1555...       | 1614, 1694, 1717, 1797, 1843, 1946, 2026                   |
| 26 février, 27 avril, 26 juin, 25 août, 24 octobre, 23 décembre             | 69, 149, 229, 309, 389, 469, 549, 629, 709, 789, 869, 949, 1029, 1109, 1189, 1269, 1349, 1429, 1509, 1589...      | 1591, 1671, 1774, 1877, 1900, 1923, 2003, 2083             |
| 27 février, 28 avril, 27 juin, 26 août, 25 octobre, 24 décembre             | 46, 126, 206, 286, 366, 446, 526, 606, 686, 766, 846, 926, 1006, 1086, 1166, 1246, 1326, 1406, 1486, 1566...      | 1625, 1751, 1854, 1957, 2037                               |
| 28 février 29 avril, 28 juin, 27 août, 26 octobre, 25 décembre              | 23, 103, 183, 263, 343, 423, 503, 583, 663, 743, 823, 903, 983, 1063, 1143, 1223, 1303, 1383, 1463, 1543, 1623... | 1602, 1682, 1705, 1785, 1831, 1934, 2014, 2094             |
| 1er mars, 30 avril, 29 juin, 28 août, 27 octobre, 26 décembre               | 57, 137, 217, 297, 377, 457, 537, 617, 697, 777, 857, 937, 1017, 1097, 1177, 1257, 1337, 1417, 1497, 1577...      | 1659, 1762, 1865, 1911, 1991, 2071                         |

### Conversion années bissextiles
Les jours suivants sont des jours du Cheval de métal :
| Jour du Cheval de métal                                                     | Année du calendrier julien                                                                                   | Année du calendrier grégorien |
| --------------------------------------------------------------------------- | --- | ----------------------------- |
| 1er janvier, 1er mars, 30 avril, 29 juin, 28 août, 27 octobre, 26 décembre  | N/A | 1636, 1968, 2048              |
| 2 janvier, 2 mars, 1er mai, 30 juin, 29 août, 28 octobre, 27 décembre       | N/A | 1716, 1796                    |
| 3 janvier, 3 mars, 2 mai, 1er juillet, 30 août, 29 octobre, 28 décembre     | 68, 148, 228, 308, 388, 468, 548, 628, 708, 788, 868, 948, 1028, 1108, 1188, 1268, 1348, 1428, 1508, 1588... | 1876                          |
| 4 janvier, 4 mars, 3 mai, 2 juillet, 31 août, 30 octobre, 29 décembre       | N/A | 1624, 1956, 2036              |
| 5 janvier, 5 mars, 4 mai, 3 juillet, 1er septembre, 31 octobre, 30 décembre | N/A | 1704, 1784                    |
| 6 janvier, 6 mars, 5 mai, 4 juillet, 2 septembre, 1er novembre, 31 décembre | 56, 136, 216, 296, 376, 456, 536, 616, 696, 776, 856, 936, 1016, 1096, 1176, 1256, 1336, 1416, 1496, 1576... | 1864                          |
| 7 janvier, 7 mars, 6 mai, 5 juillet, 3 septembre, 2 novembre                | N/A | 1612, 1692, 1944, 2024        |
| 8 janvier, 8 mars, 7 mai, 6 juillet, 4 septembre, 3 novembre                | N/A | 1772                          |
| 9 janvier, 9 mars, 8 mai, 7 juillet, 5 septembre, 4 novembre                | 44, 124, 204, 284, 364, 444, 524, 604, 684, 764, 844, 924, 1004, 1084, 1164, 1244, 1324, 1404, 1484, 1564... | 1852                          |
| 10 janvier, 10 mars, 9 mai, 8 juillet, 6 septembre, 5 novembre              | N/A | 1600, 1680, 1932, 2012, 2092  |
| 11 janvier, 11 mars, 10 mai, 9 juillet, 7 septembre, 6 novembre             | N/A | 1760                          |
| 12 janvier, 12 mars, 11 mai, 10 juillet, 8 septembre, 7 novembre            | 32, 112, 192, 272, 352, 432, 512, 592, 672, 752, 832, 912, 992, 1072, 1152, 1232, 1312, 1392, 1472, 1552...  | 1840                          |
| 13 janvier, 13 mars, 12 mai, 11 juillet, 9 septembre, 8 novembre            | N/A | 1588, 1668, 1920, 2000, 2080  |
| 14 janvier, 14 mars, 13 mai, 12 juillet, 10 septembre, 9 novembre           | N/A | 1748                          |
| 15 janvier, 15 mars, 14 mai, 13 juillet, 11 septembre, 10 novembre          | 20, 100, 180, 260, 340, 420, 500, 580, 660, 740, 820, 900, 980, 1060, 1140, 1220, 1300, 1380, 1460, 1540...  | 1828                          |
| 16 janvier, 16 mars, 15 mai, 14 juillet, 12 septembre, 11 novembre          | N/A | 1656, 1908, 1988, 2068        |
| 17 janvier, 17 mars, 16 mai, 15 juillet, 13 septembre, 12 novembre          | N/A | 1736                          |
| 18 janvier, 18 mars, 17 mai, 16 juillet, 14 septembre, 13 novembre          | 8, 88, 168, 248, 328, 408, 488, 568, 648, 728, 808, 888, 968, 1048, 1128, 1208, 1288, 1368, 1448, 1528...    | 1816, 1896                    |
| 19 janvier, 19 mars, 18 mai, 17 juillet, 15 septembre, 14 novembre          | N/A | 1644, 1976, 2056              |
| 20 janvier, 20 mars, 19 mai, 18 juillet, 16 septembre, 15 novembre          | N/A | 1724                          |
| 21 janvier, 21 mars, 20 mai, 19 juillet, 17 septembre, 16 novembre          | 76, 156, 236, 316, 396, 476, 556, 636, 716, 796, 876, 956, 1036, 1116, 1196, 1276, 1356, 1436, 1516, 1596... | 1804, 1884, 2064              |
| 22 janvier, 22 mars, 21 mai, 20 juillet, 18 septembre, 17 novembre          | N/A | 1632, 1964, 2044              |
| 23 janvier, 23 mars, 22 mai, 21 juillet, 19 septembre, 18 novembre          | N/A | 1712, 1792                    |
| 24 janvier, 24 mars, 23 mai, 22 juillet, 20 septembre, 19 novembre          | 64, 144, 224, 304, 384, 464, 544, 624, 704, 784, 864, 944, 1024, 1104, 1184, 1264, 1344, 1424, 1504, 1584... | 1872                          |
| 25 janvier, 25 mars, 24 mai, 23 juillet, 21 septembre, 20 novembre          | N/A | 1620, 1952, 2032              |
| 26 janvier, 26 mars, 25 mai, 24 juillet, 22 septembre, 21 novembre          | N/A | 1780                          |
| 27 janvier, 27 mars, 26 mai, 25 juillet, 23 septembre, 22 novembre          | 52, 132, 212, 292, 372, 452, 532, 612, 692, 772, 852, 932, 1012, 1092, 1172, 1252, 1332, 1412, 1492, 1572... | 1860                          |
| 28 janvier, 28 mars, 27 mai, 26 juillet, 24 septembre, 23 novembre          | N/A | 1608, 1688, 1940, 2020        |
| 29 janvier, 29 mars, 28 mai, 27 juillet, 25 septembre, 24 novembre          | N/A | 1768                          |
| 30 janvier, 30 mars, 29 mai, 28 juillet, 26 septembre, 25 novembre          | 40, 120, 200, 280, 360, 440, 520, 600, 680, 760, 840, 920, 1000, 1080, 1160, 1240, 1320, 1400, 1480, 1560... | 1848                          |
| 31 janvier, 31 mars, 30 mai, 29 juillet, 27 septembre, 26 novembre          | N/A | 1596, 1676, 1928, 2008, 2088  |
| 1er février, 1er avril, 31 mai, 30 juillet, 28 septembre, 27 novembre       | N/A | 1756                          |
| 2 février, 2 avril, 1er juin, 31 juillet, 29 septembre, 28 novembre         | 28, 108, 188, 268, 348, 428, 508, 588, 668, 748, 828, 908, 988, 1068, 1148, 1228, 1308, 1388, 1468, 1548...  | 1836                          |
| 3 février, 3 avril, 2 juin, 1er août, 30 septembre, 29 novembre             | N/A | 1584, 1664, 1916, 1996, 2076  |
| 4 février, 4 avril, 3 juin, 2 août, 1er octobre, 30 novembre                | N/A | 1744                          |
| 5 février, 5 avril, 4 juin, 3 août, 2 octobre, 1er décembre                 | 16, 96, 176, 256, 336, 416, 496, 576, 656, 736, 816, 896, 976, 1056, 1136, 1216, 1296, 1376, 1456, 1536...   | 1824                          |
| 6 février, 6 avril, 5 juin, 4 août, 3 octobre, 2 décembre                   | N/A | 1652, 1904, 1984, 2064        |
| 7 février, 7 avril, 6 juin, 5 août, 4 octobre, 3 décembre                   | N/A | 1732                          |
| 8 février, 8 avril, 7 juin, 6 août, 5 octobre, 4 décembre                   | 84, 164, 244, 324, 404, 484, 564, 644, 724, 804, 884, 964, 1044, 1124, 1204, 1284, 1364, 1444, 1524, 1604... | 1812, 1892, 2072              |
| 9 février, 9 avril, 8 juin, 7 août, 6 octobre, 5 décembre                   | N/A | 1640, 1972, 2052              |
| 10 février, 10 avril, 9 juin, 8 août, 7 octobre, 6 décembre                 | N/A | 1720                          |
| 11 février, 11 avril, 10 juin, 9 août, 8 octobre, 7 décembre                | 72, 152, 232, 312, 392, 472, 552, 632, 712, 792, 872, 952, 1032, 1112, 1192, 1272, 1352, 1432, 1512, 1592... | 1880                          |
| 12 février, 12 avril, 11 juin, 10 août, 9 octobre, 8 décembre               | N/A | 1628, 1960, 2040              |
| 13 février, 13 avril, 12 juin, 11 août, 10 octobre, 9 décembre              | N/A | 1708, 1788                    |
| 14 février, 14 avril, 13 juin, 12 août, 11 octobre, 10 décembre             | 60, 140, 220, 300, 380, 460, 540, 620, 700, 780, 860, 940, 1020, 1100, 1180, 1260, 1340, 1420, 1500, 1580... | 1868                          |
| 15 février, 15 avril, 14 juin, 13 août, 12 octobre, 11 décembre             | N/A | 1616, 1696, 1948, 2028        |
| 16 février, 16 avril, 15 juin, 14 août, 13 octobre, 12 décembre             | N/A | 1776                          |
| 17 février, 17 avril, 16 juin, 15 août, 14 octobre, 13 décembre             | 48, 128, 208, 288, 368, 448, 528, 608, 688, 768, 848, 928, 1008, 1088, 1168, 1248, 1328, 1408, 1488, 1568... | 1856                          |
| 18 février, 18 avril, 17 juin, 16 août, 15 octobre, 14 décembre             | N/A | 1604, 1684, 1936, 2016, 2096  |
| 19 février, 19 avril, 18 juin, 17 août, 16 octobre, 15 décembre             | N/A | 1764                          |
| 20 février, 20 avril, 19 juin, 18 août, 17 octobre, 16 décembre             | 36, 116, 196, 276, 356, 436, 516, 596, 676, 756, 836, 916, 996, 1076, 1156, 1236, 1316, 1396, 1476, 1556...  | 1844                          |
| 21 février, 21 avril, 20 juin, 19 août, 18 octobre, 17 décembre             | N/A | 1592, 1672, 1924, 2004, 2084  |
| 22 février, 22 avril, 21 juin, 20 août, 19 octobre, 18 décembre             | N/A | 1752                          |
| 23 février, 23 avril, 22 juin, 21 août, 20 octobre, 19 décembre             | 24, 104, 184, 264, 344, 424, 504, 584, 664, 744, 824, 904, 984, 1064, 1144, 1224, 1304, 1384, 1464, 1544...  | 1832                          |
| 24 février, 24 avril, 23 juin, 22 août, 21 octobre, 20 décembre             | N/A | 1660, 1912, 1992, 2072        |
| 25 février, 25 avril, 24 juin, 23 août, 22 octobre, 21 décembre             | N/A | 1740                          |
| 26 février, 26 avril, 25 juin, 24 août, 23 octobre, 22 décembre             | 12, 92, 172, 252, 332, 412, 492, 572, 652, 732, 812, 892, 972, 1052, 1132, 1212, 1292, 1372, 1452, 1532...   | 1820                          |
| 27 février, 27 avril, 26 juin, 25 août, 24 octobre, 23 décembre             | N/A | 1648, 1980, 2060              |
| 28 février, 28 avril, 27 juin, 26 août, 25 octobre, 24 décembre             | N/A | 1728                          |
| 29 février, 29 avril, 28 juin, 27 août, 26 octobre, 25 décembre             | 80, 160, 240, 320, 400, 480, 560, 640, 720, 800, 880, 960, 1040, 1120, 1200, 1280, 1360, 1440, 1520, 1600... | 1808, 1888, 2068              |

## Heure du cheval de métal
Les heures du cheval de métal sont :
- de 11 à 13 h, heure de Beijing (UTC+8) lors des jours contenant les tiges célestes jia et ji.